# Patrick Valéry
Patrick Valéry (født 3. juli 1969 i Brignoles, Frankrig) er en fransk tidligere fodboldspiller (forsvarer).
Valéry spillede ni sæsoner hos AS Monaco, som han nåede at spille næsten 200 ligakampe for. Han var med til at vinde både det franske mesterskab og pokalturneringen Coupe de France med klubben, i henholdsvis 1988 og 1991.
Senere i karrieren spillede Valéry også for SC Bastia og Toulouse FC, samt for græske Aris Thessaloniki og engelske Blackburn.

## Titler
Ligue 1
- 1988 med AS Monaco

Coupe de France
- 1991 med AS Monaco